# Лемешкинский район
Лемешкинский район — административно-территориальная единица в составе Сталинградского края и Сталинградской и Балашовской областей, существовавшая в 1935—1959 годах. Центр — село Лемешкино.
Лемешкинский район был образован в составе Сталинградского края 25 января 1935 года из части Руднянского района.
В состав района вошли сельсоветы: Александровский, Алисовский, Андреевский, Байшевский, Баранниковский, Б.-Князевский, Бутырский, Ершовский, Жирновский, Кленовский, Козловский, Ключевский, Лемешкинский, Меловатский, Осичанский, Подкуйковский, Полиенковский, Романовский, Тарапатинский, Тюхменевский, Федоровский, Шапошниковский.
5 декабря 1936 года Лемешкинский район вошёл в Сталинградскую область.
По данным переписи населения 1939 года: украинцы — 52% или 9295 чел., русские — 45,1% или 8057 чел.
17 января 1950 года Ключевский сельсовет был присоединён к Александровскому, Полиенковский и Шапошниковский — к Козловскому. 8 мая Жирновский сельсовет был передан в Медведицкий район.
9 июля 1953 года Андреевский сельсовет был присоединён к Александровскому, Байшевский и Романовский — к Ершовскому, Бутырский, Тюхменевский и Федоровский — к Кленовскому, Козловский — к Лемешкинскому, Тарапатинский — к Осичанскому, Баранниковский — к Подкуйковскому; Алисовский и Князевский сельсоветы были объединены в Больше-Князевский сельсовет.
6 января 1954 года Лемешкинский район был передан в Балашовскую область.
К 1 января 1955 года число сельсоветов в районе возросло до 11: Александровский, Баранниковский, Больше-Князевский, Бутырский, Ершовский, Кленовский, Козловский, Лемешкинский, Меловатский, Осичанский, Романовский. 3 ноября Баранниковский сельсовет был переименован в Подкуйковский.
19 ноября 1957 года в связи с упразднением Балашовской области Лемешкинский район был возвращён в Сталинградскую область.
27 августа 1959 года Лемешкинский район был упразднён, а его территория разделена между Медведицким и Руднянским районами.